# Paulo Morais de Araújo Júnior
Paulo Morais de Araújo Júnior, mais conhecido como Paulo Jr. (Teresina, 23 de janeiro de 1989), é um futebolista brasileiro que atua como Atacante. Atualmente, está sem clube.

## Carreira

### Brasil
Paulo Jr. começou sua carreira no Brasil no Flamengo do Piaui e no Ituano, onde começou sua carreira profissional disputando a Série C de 2008.

### Estados Unidos
Paulo Jr. assinou com o Miami FC, atual Fort Lauderdale Strikers, no começo de 2009. Após receber seu visto de trabalho em maio de 2009, Paulo Jr. fez sua estréia pelo Miami no dia 20 de maio de 2009 em uma partida contra a equipe do Charleston Battery. Ele marcou seu primeiro gol como profissional em 20 de junho de 2009 contra o Cleveland City Stars. Em 15 de março de 2010, o Miami FC anunciou a renovação do seu contrato para a temporada de 2010.
Em 9 de setembro de 2010, após uma boa temporada em Miami, Paulo Jr. foi emprestado para o Real Salt Lake para a disputa das partidas finais da temporada 2010 da MLS Paulo Jr. marcou seu primeiro gol pelo Real Salt Lake no dia 15 de setembro de 2010 em uma vitória sobre 4-1 contra o Toronto FC na Liga dos Campeões da CONCACAF. Ele marcou mais dois gols na partida final da fase de grupos da Liga dos Campeões da CONCACAF no Rio Tinto Stadium contra os mexicanos do Cruz Azul.
Após boas exibições, o Real Salt Lake estendeu o seu empréstimo em 27 de dezembro de 2010 para a disputa da temporada 2011 da MLS.. Em fevereiro de 2012 Paulo Jr. foi contratado definitivamente com contrato até 2014.
Paulo Jr. foi dispensado pelo Real Salt Lake em 3 de dezembro de 2012. Ele participou do Re-Entry Draft e foi selecionado pelo Vancouver Whitecaps no dia 14 de dezembro de 2012. Foi dispensado em 17 de abril de 2013 sem ter disputado nenhuma partida pelo Vancouver Whitecaps.